# 니화
니화(1988년 10월 13일 ~)는 대한민국의 가수다. 2012년 얼터너티브 힙합 프로젝트 팀 413 싱글 [Roc, Roc, Roc]으로 데뷔했다.

## 방송
- 사인히어 (2019) - Top9(9위)